# Valdis Muktupāvels
Valdis Muktupāvels (* 9. listopadu 1958 v Līvāni ) je lotyšský etnomuzikolog, skladatel, hudebník, doktor umění, profesor Lotyšské univerzity a řádný člen Lotyšské akademie věd.

## Životopis
Valdis Muktupāvels se narodil 9. listopadu 1958 v Līvāni v rodině Pēterise a Hermīny Muktupāvelsových. Studoval na střední škole v Līvāni, paralelně se učil hru na klavír, později se učil hrát také na akordeon v Līvānské dětské hudební škole. Archivováno 13. 4. 2021 na Wayback Machine.
V roce 1980 absolvoval chemickou fakultu Lotyšské státní univerzity, kde získal specializaci chemik, odborný asistent. V roce 1983 ukončil s vyznamenáním studium na Fakultě kultury a vědy Lotyšské státní konzervatoře Jāzepse Vītolse.
Od roku 1981 do roku 1986 dočasně pracoval na střední umělecké škole v Rize, pracoval rovněž v továrně na hudební nástroje v Rize a Lotyšské státní konzervatoři Jāzepse Vītolse. V roce 1987 se připojil k výzkumné skupině iniciované Imantsem Ziedonisem na Pedagogické fakultě Lotyšské státní univerzity, která se v roce 1991 stala Centrem etnické kultury Lotyšské univerzity. V pracovní skupině centra se jako hudební specialista podílel na vývoji programu folklóru nebo výukových materiálů pro školy všeobecného vzdělávání. Současně se podílel na pracovní skupině projektu rozvoje lotyšské školní hudební výchovy (1991–1999), vypracoval směrnice pro alternativní hudební výchovu. V roce 1999 získal doktorský titul za disertační práci s názvem „Systematika lotyšských hudebních nástrojů“, začal pracovat na Fakultě humanitních studií Lotyšské univerzity (tehdy Filologické fakultě) a byl jejím profesorem od roku 2014. V letech 2008 až 2019 byl vedoucím katedry folkloristiky a etnologie.
Valdis Muktupāvels přednáší na Lotyšské hudební akademii Jāzepse Vītolse, Lotyšské kulturní akademii, Luterově akademii a na Vidzemské vysoké škole. Byl hostujícím profesorem na univerzitách v Německu, Estonsku, Finsku, Norsku, Litvě, Polsku, Česku, Skotsku, USA a Kanadě.